# Вест-Піттсбург (Пенсільванія)
Вест-Піттсбург (англ. West Pittsburg) — переписна місцевість (CDP) в США, в окрузі Лоуренс штату Пенсільванія. Населення — 734 особи (2020).

## Географія
Вест-Піттсбург розташований за координатами 40°55′52″ пн. ш. 80°21′33″ зх. д. / 40.93111° пн. ш. 80.35917° зх. д. (40.930991, -80.359120).  За даними Бюро перепису населення США в 2010 році переписна місцевість мала площу 1,78 км², уся площа — суходіл.

## Демографія
Згідно з переписом 2010 року, у переписній місцевості мешкало 808 осіб у 373 домогосподарствах у складі 232 родин. Густота населення становила 455 осіб/км².  Було 400 помешкань (225/км²).
Расовий склад населення:
| - 98,5 % — білих - 0,6 % — чорних або афроамериканців |

До двох чи більше рас належало 0,9 %. Частка іспаномовних становила 0,6 % від усіх жителів.
За віковим діапазоном населення розподілялося таким чином: 13,7 % — особи молодші 18 років, 60,9 % — особи у віці 18—64 років, 25,4 % — особи у віці 65 років та старші. Медіана віку мешканця становила 50,8 року. На 100 осіб жіночої статі у переписній місцевості припадало 96,6 чоловіків;  на 100 жінок у віці від 18 років та старших — 95,2 чоловіків також старших 18 років.
Середній дохід на одне домашнє господарство  становив 48 872 долари США (медіана — 37 727), а середній дохід на одну сім'ю — 57 169 доларів (медіана — 48 594). Медіана доходів становила 52 841 долар для чоловіків та 30 536 доларів для жінок. За межею бідності перебувало 15,1 % осіб, у тому числі 10,0 % дітей у віці до 18 років та 9,2 % осіб у віці 65 років та старших.
Цивільне працевлаштоване населення становило 432 особи. Основні галузі зайнятості: освіта, охорона здоров'я та соціальна допомога — 24,3 %, роздрібна торгівля — 15,5 %, виробництво — 12,7 %.